# Sân bay Tùng Sơn Đài Bắc
Sân bay Tùng Sơn Đài Bắc (IATA: TSA, ICAO: RCSS) (臺北松山機場) (Pinyin: Tái-běi Sōng-shān Jī Chǎng), là một sân bay thương mại cỡ trung tại quận Tùng Sơn, Đài Bắc, Đài Loan. Sân bay có diện tích 1,82 km².

## Các hãng hàng không
| Hãng hàng không                                      | Các điểm đến                                                                                    |
| ---------------------------------------------------- | ----------------------------------------------------------------------------------------------- |
| Air China                                            | Trùng Khánh, Hồng Kiều Thượng Hải, Thiên Tân                                                    |
| All Nippon Airways                                   | Tokyo-Haneda [từ 31.10.2010]                                                                    |
| China Airlines                                       | Seoul Gimpo, Hồng Kiều Thượng Hải, Tokyo-Haneda [từ 31.10.2010]                                 |
| China Eastern Airlines                               | Hồng Kiều Thượng Hải                                                                            |
| China Eastern Airlines quản lý bởi Shanghai Airlines | Hồng Kiều Thượng Hải, Phố Đông-Thượng Hải                                                       |
| EVA Air                                              | Trùng Khánh, Seoul Gimpo, Tân Hải Thiên Tân, Hồng Kiều Thượng Hải, Tokyo-Haneda [từ 31.10.2010] |
| Japan Airlines                                       | Tokyo-Haneda [từ 31.10.2010]                                                                    |
| Mandarin Airlines                                    | Trường Lạc Phúc Châu, Kim Môn, Mã Công, Đài Đông, Long Loan Ôn Châu, Thiên Hà Vũ Hán            |
| Sichuan Airlines                                     | Thành Đô, Trùng Khánh                                                                           |
| T'way Air                                            | Seoul Gimpo                                                                                     |
| Uni Air                                              | Hoa Liên, Kim Môn, Mã Tổ Bắc Can, Mã Tổ Nam Can, Mã Công, Đài Đông                              |
| Xiamen Airlines                                      | Phúc Châu, Hạ Môn                                                                               |